# Tarzan le Magnifique
Tarzan le Magnifique (Tarzan the Magnificent) est un roman d'aventures d'Edgar Rice Burroughs et le vingt-et-unième de la série Tarzan. Il fut publié à l’origine comme deux histoires séparées, sous forme de feuilletons dans deux magazines : "Tarzan and the Magic Men" dans Argosy de septembre à octobre 1936 et "Tarzan and the Elephant Men" dans Blue Book (en) de novembre 1937 à janvier 1938. Les deux récits furent combinés sous le titre Tarzan the Magnificent lors de la première édition reliée, publiée en 1939 par Edgar Rice Burroughs, Inc. (en) L’histoire du roman n’a aucun lien avec le film de 1960 qui possède le même titre.

## Résumé
Tarzan rencontre une race perdue possédant des facultés mentales étranges. Après quoi, il revisite les cités perdues de Cathne et d'Athne, déjà rencontrés dans le roman Tarzan et la Cité de l'or. Il est soutenu dans ses aventures par le chef Muviro et ses guerriers.

## Éditions

### Éditions originales américaines
- Titre : Tarzan the Magnificent
- Parution en magazine : 
  - Tarzan and the magic men, "Argosy Weekly", 19 septembre au 3 octobre 1936
  - Tarzan and the elephant men, "Blue Book of Fiction and Adventure", novembre 1937 à janvier 1938
- Parution en livre: Edgar Rice Burroughs, Inc., 1939

### Éditions françaises
- Tarzan le magnifique, Michel Decuyper (publication hors commerce), 1992